# Martin Sheridan
Martin Joseph Sheridan (28 de marzo de 1881 - 27 de marzo de 1918), fue un gran atleta de inicios de siglo XX. Nació en Bohol, Condado de Mayo, Irlanda y murió en Manhattan, Nueva York, Estados Unidos.
Fue miembro del Irish American Athletic Club y cinco veces campeón olímpico. Ganó el lanzamiento de disco en 1904, 1906, y 1908 además del lanzamiento de peso en 1906 y el lanzamiento de disco griego en 1908. También ganó medallas de plata en 1906 en las pruebas de salto de longitud sin impulso, salto de altura sin impulso y lanzamiento de piedra.